# Rapture of the Deep
Rapture of the Deep är Deep Purples 18:e studioalbum, utgivet i Europa av Edel Records den 24 oktober 2005.
Skivan släpptes i två versioner, varav en i en special edition-box. Under mars 2006 släppes en till specialversion som fick namnet Rapture of the Deep - Tour Edition och innehåller en extra cd med två av skivans låtar i liveversioner. Albumet är ett renodlat heavy metal album.
Låten med samma namn som albumet är känd i Sverige för att ha framförts live på Bingolotto av Deep Purple.

## Låtlista
1. "Money Talks" - 5:33
2. "Wrong Man" - 4:03
3. "Girls Like That" - 4:53
4. "Rapture of the Deep" - 5:56
5. "Clearly Quite Absurd" - 5:25
6. "Don't Let Go" - 4:34
7. "Back to Back" - 4:05
8. "Kiss Tomorrow Goodbye" - 4:20
9. "MTV" - 4:56
10. "Junkyard Blues" - 5:33
11. "Before Time Began" - 6:31